# リスター・ストーム
リスター・ストーム (Lister Storm)は、イギリスのリスター・カーズ・リミテッドが開発したレーシングカーである。

## 概要
ジャガー・XJR-9のユニットをベースとした7.0 L V型12気筒エンジンをフロントに搭載し、最高速度322 km/h以上、0 - 60 mph（約97 km/h）加速4.1秒というスペックを誇った。ボディは2+2シーターで乗車定員は4名。ホモロゲーション取得用のロードカーが4台製作され、うち3台が現存する。
なお、LMP1マシンのリスター・ストーム LMPは本車から車名のみ借用したオリジナルのマシンであり、技術的な関連性はない。

## レース活動

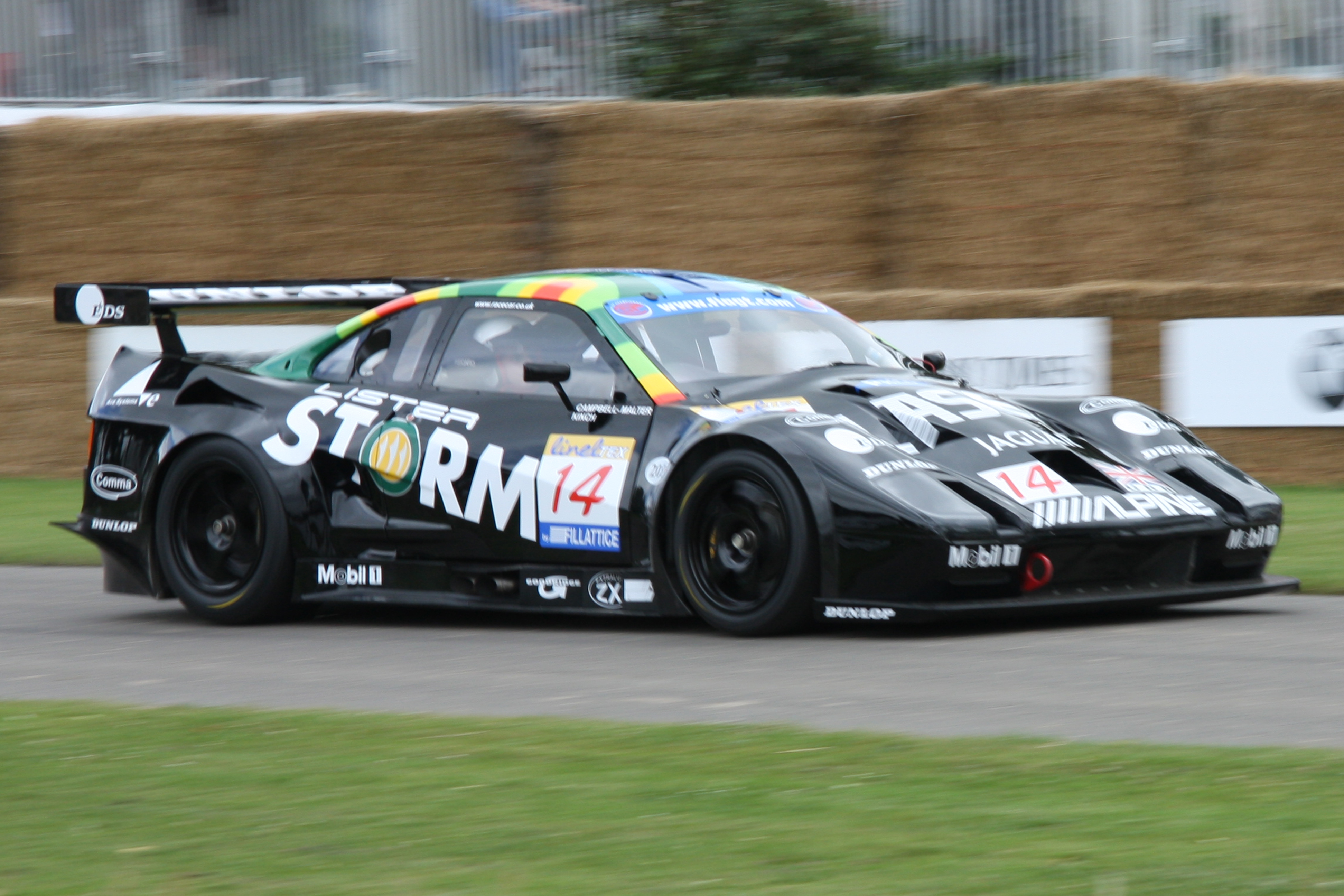
2003年のFIA GT選手権に出場したストームGT

ストームは1995年のル・マン24時間レースでデビューを飾り、以降も2006年までデイトナ24時間レース、BPRグローバルGTシリーズ、FIA GT選手権などに参戦した。
ル・マン24時間レースには1995年から1997年にかけてLM-GT1クラスで参戦していたが、強豪に阻まれて目立った成績は残せていない。しかし、イギリス・GT選手権では1999年及び2001年にGT1クラスのタイトルを獲得するなど、長期間にわたって活躍を続けた。